# Steve Heffernan
Steve Heffernan, (West Drayton, Hillingdon, Gran Londres, 24 d'octubre de 1952) va ser un ciclista britànic que combinà tant el ciclisme en pista com la ruta.

## Palmarès en pista
- 1974
  - Medalla d'or als Jocs de la Commonwealth en Scratch
- 1975
  -  Campió del Regne Unit en Persecució
- 1976
  -  Campió del Regne Unit en Madison
  -  Campió del Regne Unit en Persecució
  -  Campió del Regne Unit en Persecució per equips
- 1978
  -  Campió del Regne Unit en Persecució

## Palmarès en ruta
- 1970
  -  Campió del Regne Unit júnior en ruta
- 1974
  - 1r al Lincoln Grand Prix
  - Vencedor d'una etapa de la Milk Race